# 纹猫
紋貓（学名 Pardofelis marmorata），又名雲貓，是一种体型与家猫大小相仿的猫科动物，模式产地在苏门答腊。其种加词“marmorata”意为“大理石纹的”。
紋貓的尾巴较长，并长有厚毛。紋貓一般栖息在树上，有类似大理石斑纹的毛皮，故而得名。紋貓一般为灰黄色。过去常被归入豹亚科，但最新的分类已将它归入猫亚科。
紋貓一般以鸟类、松鼠和啮齿类动物为食。

## 保护
- 中国濒危动物红皮书等级：稀有[3]
- IUCN将其列为近危物种[1]
- 美國 ESA - 瀕危[2]

## 亚种
紋貓有两个已知亚种，分布在印度东北部、尼泊尔以及文莱、苏门达腊等东南亚地区。
- 云猫石斑亚种（学名：Felis marmorata charltoni），Gray于1846年命名。在中国大陆，分布于云南（丽江专区）等地。该物种的模式产地在印度大吉岭。[4]
- 云猫指名亚种（学名：Felis marmorata marmorata），Martin于1837年命名。在中国大陆，分布于云南（景东）等地。该物种的模式产地在苏门答腊。[5]